# Club Esportiu Lleida Llista Blava
Il Club Esportiu Lleida Llista Blava, noto anche come CE Lleida o Lleida, è un club di hockey su pista avente sede a Lleida. I suoi colori sociali sono il bianco e il blu.
Nella sua storia ha vinto in ambito internazionale tre Coppe CERS/WSE.
La squadra disputa le proprie gare interne presso il Pavelló Onze de Setembre, a Lleida.

## Cronistoria
| Cronistoria del Club Esportiu Lleida Llista Blava |
| --- |
| - 1951 · Fondazione del Club Esportiu Lleida. - 1951 · 2ª divisione Catalunya. - 1952 · 2ª divisione Catalunya. - 1953 · 2ª divisione Catalunya. - 1954 · 2ª divisione Catalunya. - 1955 · 2ª divisione Catalunya. - 1956 · 2ª divisione Catalunya. Promosso in 1ª div. Catalunya. - 1957 · 12º in 1ª divisione Catalunya. - 1958 · 4º in 1ª divisione Catalunya. - 1959 · 14º in 1ª divisione Catalunya. - 1960 · 16º in 1ª div. Catalunya. Retrocesso in 2ª div. Catalunya. - 1961 · 2ª divisione Catalunya. Promosso in 1ª div. Catalunya. - 1962 · 14º in 1ª div. Catalunya. Retrocesso in 2ª div. Catalunya. - 1963 · 2ª divisione Catalunya. Promosso in 1ª div. Catalunya. - 1964 · 6º in 1ª divisione Catalunya. - 1965 · 12º in 1ª divisione Catalunya. - 1966 · 14º in 1ª div. Catalunya. Retrocesso in 2ª div. Catalunya. - 1967 · 2ª divisione Catalunya. - 1968 · 2ª divisione Catalunya. - 1969 · 2ª divisione Catalunya. - 1969 · Ammesso alla Primera Catalana. - 1969-1970 · Primera Catalana. - 1970-1971 · Primera Catalana. - 1971-1972 · Primera Catalana. - 1972-1973 · Primera Catalana. Promosso in Primera Div.. - 1973-1974 · 8º in Primera División. - 1974-1975 · 6º in Primera División. Ottavi di finale di Coppa del Generalissimo. - 1975-1976 · 5º in Primera División. - 1976-1977 · 5º in Primera División. - 1977-1978 · 6º in Primera División. Ottavi di finale di Coppa del Re. - 1978-1979 · ? in Primera Div.. Retrocesso in Primera Catalana. - 1979-1980 · Primera Catalana. - 1980-1981 · Primera Catalana. - 1981-1982 · Primera Catalana. - 1982-1983 · Primera Catalana. - 1983-1984 · Primera Catalana. - 1984-1985 · Primera Catalana. - 1985-1986 · Primera Catalana. - 1986-1987 · Primera Catalana. - 1987-1988 · Primera Catalana. - 1988-1989 · Primera Catalana. - 1989-1990 · Primera Catalana. - 1990-1991 · Primera Catalana. - 1991-1992 · Primera Catalana. - 1992-1993 · Primera Catalana. - 1993-1994 · Primera Catalana. - 1994-1995 · Primera Catalana. - 1995-1996 · Primera Catalana. Promosso in Primera División. - 1996-1997 · ? in Primera División. - 1997-1998 · ? in Primera División. - 1998-1999 · ? in Primera División. - 1999-2000 · ? in Primera División. Promosso in Div. de Honor. - 2000-2001 · 10º inDivisión de Honor. - 2001-2002 · 6º in División de Honor, quarti di finale dei play-off. Semifinale di Coppa del Re. - 2002-2003 · 5º in OK Liga, primo turno dei play-off. Quarti di finale di Coppa del Re. Finale di Coppa CERS. - 2003-2004 · 7º in OK Liga, quarti di finale dei play-off. - 2004-2005 · 16º in OK Liga. Retrocesso in Primera División. Ottavi di finale di Coppa CERS. - 2005-2006 · ? in Primera División. Promosso in OK Liga. - 2006-2007 · 13º in OK Liga. - 2007-2008 · 11º in OK Liga. - 2008-2009 · 8º in OK Liga. - 2009-2010 · 13º in OK Liga. Retrocesso in Primera División. - 2010-2011 · ? in Primera División. - 2011-2012 · ? in Primera División. Promosso in OK Liga. - 2012-2013 · 7º in OK Liga. Quarti di finale di Coppa del Re. - 2013-2014 · 13º in OK Liga. Quarti di finale di Coppa del Re. Ottavi di finale di Coppa CERS. - 2014-2015 · 11º in OK Liga. - 2015-2016 · 13º in OK Liga. - 2016-2017 · 9º in OK Liga. - 2017-2018 · 5º in OK Liga. Quarti di finale di Coppa del Re. Vince la Coppa CERS (1º titolo). - 2018-2019 · 6º in OK Liga. Semifinale di Coppa del Re. Vince la Coppa WSE (2º titolo). Semifinale di Coppa Continentale. - 2019-2020 · 9º in OK Liga. Quarti di finale di Coppa WSE. Semifinale di Coppa Continentale. Stagione interrotta a causa della pandemia di COVID-19. - 2020-2021 · 5º in OK Liga. Quarti di finale di Eliminato ai quarti di finale di Coppa del Re. Vince la Coppa WSE (3º titolo). - 2021-2022 · 5º in OK Liga, quarti di finale dei play-off. Semifinale di Coppa del Re. Semifinale di Coppa WSE. Finale di Coppa Continentale. - 2022-2023 · 6º in OK Liga, quarti di finale dei play-off. Primo turno di Champions League. Semifinale di Coppa WSE. |

## Palmarès

### Competizioni internazionali
3 trofei
- Coppa CERS/WSE: 3 (record condiviso con il Barcelos, il Novara e il Liceo La Coruña)

2017-2018, 2018-2019, 2020-2021

### Altri piazzamenti
- Coppa del Re

Semifinale: 2002, 2019, 2022
- Coppa CERS/WSE

Finale: 2002-2003
Semifinale: 2021-2022, 2022-2023
- Supercoppa d'Europa/Coppa Continentale

Finale: 2021-2022

## Statistiche

### Partecipazioni ai campionati
| Livello | Categoria         | Partecipazioni | Debutto   | Ultima stagione | Totale |
| ------- | ----------------- | -------------- | --------- | --------------- | ------ |
| 1º      | División de Honor | 2              | 2000-2001 | 2001-2002       | 20     |
| 1º      | OK Liga           | 18             | 2002-2003 | 2022-2023       | 20     |
| 2º      | Primera División  | 13             | 1973-1974 | 2011-2012       | 13     |

### Partecipazioni alla coppe nazionali
| Competizione                         | Partecipazioni | Debutto | Ultima stagione |
| ------------------------------------ | -------------- | ------- | --------------- |
| Coppa del Generalissimo/Coppa del Re | 10             | 1975    | 2022            |

### Partecipazioni alla coppe internazionali
| Competizione                                 | Partecipazioni | Debutto   | Ultima stagione |
| -------------------------------------------- | -------------- | --------- | --------------- |
| Coppa CERS/WSE                               | 8              | 2002-2003 | 2022-2023       |
| Supercoppa d'Europa/Coppa Continentale       | 3              | 2018-2019 | 2021-2022       |
| Coppa dei Campioni/Champions League/Eurolega | 1              | 2022-2023 | 2022-2023       |